# 长穗柳
长穗柳（学名：Salix radinostachya）为杨柳科柳属的植物。分布在锡金以及中国大陆的西藏、云南、四川等地，生长于海拔2,650米至3,200米的地区，常生于山坡，目前尚未由人工引种栽培。

## 异名
- Salix radinostachya Schneid. var. pseudo-phanera C. F. Fang
- Salix radinostachya Schneid. var. szechuanica (Gorz) N. Chao